# NGC 3196
NGC 3196 (другие обозначения — ZWG 153.35, ZWG 154.1, NPM1G +27.0264, PGC 30121) — линзообразная галактика (S0) в созвездии Льва на расстоянии около 676 млн световых лет. Относится к сейфертовским галактикам II типа. Открыта Уильямом Гершелем в 1785 году.
Этот объект входит в число перечисленных в оригинальной редакции «Нового общего каталога».
Гершель описал открытую им туманность как «чрезвычайно тусклую, слегка вытянутую, несколько сомнительную». На фотографиях объект выглядит как очень маленькая и компактная линзообразная галактика с более ярким вытянутым ядром и тусклым диском. Вытянута в направлении запад-северо-запад — восток-юго-восток. В любительский телескоп она почти не видна, выглядит при среднем и большом увеличении как очень маленькое и очень тусклое размытое пятнышко света. На расстоянии 0,5′ к востоку находится тусклая звезда поля, помогающая найти и отождествить объект. NGC 3196 является одним из наиболее трудных для визуального наблюдения объектов среди всех туманностей, открытых Гершелем, поэтому некоторыми авторами высказываются сомнения, что он действительно мог видеть её в свой телескоп. Однако вблизи нет объектов, которые могли бы быть ошибочно приняты за NGC 3196.
Диаметр галактики составляет около 59 тыс. световых лет. Она удаляется со скоростью 14 796 ± 64 км/с.